# Marta Sanz i Solé
Marta Sanz i Solé   (Sabadell, 19 de gener de 1952) és una matemàtica catalana especialista en la teoria de la probabilitat, la recerca de la qual se centra en l'anàlisi estocàstica. Ha estat presidenta de la Societat Europea de Matemàtiques. El 1974 es llicencià en matemàtiques a la Universitat de Barcelona i es doctorà el 1978 amb la tesi Càlcul diferencial estocàstic de processos amb paràmetre n-dimensional, sota la direcció de David Nualart.

## Biografia
Sanz Solé és catedràtica a la Facultat de Matemàtiques de la Universitat de Barcelona i directora del grup de processos estocàstics. Ha participat en nombrosos projectes d'R+D+I relacionats en aquest camp. Abans de vincular-se a la UB va ser professora titular a la UAB. La seva activitat acadèmica es van iniciar a la UPC contractada com a ajudant.
Fou vicedegana de la Facultat de Matemàtiques de la UB entre 1988 i 1993, degana durant el període 1993-96 i vicepresidenta de la Divisió de Ciències Experimentals i Matemàtiques durant 2000-2003. Ha estat la coordinadora del comitè científic de la Barcelona Graduate School of Mathematics (BGSMath) i, entre maig del 2018 i octubre del 2019, la directora d'aquesta organització.
L'activitat de recerca de Sanz Solé se centra en l'anàlisi estocàstica i més precisament, en la teoria de les equacions diferencials i en derivades parcials estocàstiques. És autora de més de 100 articles publicats en revistes especialitzades i d'una monografia sobre càlcul de Malliavin i aplicacions a les equacions en derivades parcials estocàstiques.
Entre els anys 1997 i 2004 fou membre del comitè executiu de The European Mathematical Society. Més tard en fou elegida presidenta i exercí el càrrec entre gener del 2011 i desembre del 2014.
Sanz Solé ha format o forma part de nombrosos comitès internacionals relacionats amb l'activitat matemàtica. Per exemple, el comitè d'administració de l'Institut Henri Poincaré, de la FSMP (Fondation Sciences Mathématiques de Paris), el comitè de recerca i ensenyament de l'École Polytechnique, el comitè científic del CIRM (Centre des Rencontres Mathématiques, Luminy, France)(2015-2019). També ha estat membre del comitè científic del Banach Center (2010-2014), del Fellows Committee de l'Institute of Mathematical Statistics (2012-2014), i del Committee of Special Lectures (2008-2010). Entre el 2007 i el 2010 va formar part de l'equip de direcció del Centre de Recerca Matemàtica (Bellaterra, Barcelona). En l'àmbit de les publicacions científiques cal destacar, entre d'altres, haver format part del comitè editorial de la revista Annals of Probability des de 2015 a 2020.
El juny del 2015 va ser nomenada membre de l'Abel Committee pel Premi Abel 2016 i 2017.
El 1998 va rebre la Medalla Narcís Monturiol al mèrit científic i tecnològic de la Generalitat de Catalunya per les seves contribucions en anàlisi estocàstica, l'anàlisi en l'espai de Wiener (càlcul de Malliavin) i l'estudi de les equacions diferencials i en derivades parcials estocàstiques. El 2011 va ser elegida Fellow of the Institute of Mathematical Statistics. El novembre de 2016 fou nomenada membre de la Secció de Ciències i Tecnologia de l'IEC. El 2017 va ser guardonada amb la Medalla de la Real Sociedad Matemática Española per les seves importants contribucions a la comunitat matemàtica espanyola i, el mateix any, va ser nomenada col·legiada d'honor del Col·legi d'Economistes de Catalunya. Des de gener de 2019 és membre numerària de la Reial Acadèmia de Ciències i Arts de Barcelona, amb la medalla número 62. El 2024 fou anomenada membre de l'Academia Europaea.
Ha estat membre del panel PE1 de les beques Consolidator del European Research Council a les convocatòries del 2015, 2017, 2019 i 2021, i en va ser la presidenta a les del 2019 i 2021.
En ocasió del seu 70è aniversari, entre el 30 de maig i el 3 de juny de 2022, es va celebrar al Centre de Recerca Matemàtica el congrés Stochastic Analysis and Stochastic Partial Differential Equations, en honor a la seva trajectòria científica.
El juny de 2023 va ser nomenada vicepresidenta de CERCA, succeint al càrrec a Núria Sebastian Gallés.
El setembre de 2015 va signar un manifest de científics a favors de Junts pel Sí, candidatura independentista a les eleccions al Parlament de Catalunya de 2015.

## Premis i reconeixements
- 2024 - Creu de Sant Jordi.[31]

## Obres
- Sanz Solé, Marta. L'Indeterminisme en el càlcul i en la modelització matemàtica.  Barcelona: Institut d'Estudis Catalans, Secció de Ciències i Tecnologia, 2018. ISBN 9788499654096.
- Sanz Solé, Marta. Lliçons de càlcul de probabilitats. Barcelona : Edicions Universitat de Barcelona, 1997.
- Sanz Solé, Marta. Malliavin Calculus: with applications to stochastic partial differential equations. Lausanne : EPFL Press ; Boca Raton : CRC Press, 2005.
- Sanz Solé, Marta. Per què cal saber probabilitats? Barcelona : Universitat de Barcelona, 2008.
- Sanz Solé, Marta. Probabilitats. Barcelona : Edicions Universitat de Barcelona, 1999.